# Arcadie Claret
 (avril 2018).
 (juin 2019).
Si vous disposez d'ouvrages ou d'articles de référence ou si vous connaissez des sites web de qualité traitant du thème abordé ici, merci de compléter l'article en donnant les références utiles à sa vérifiabilité et en les liant à la section « Notes et références ».
Pour les articles homonymes, voir Arcadie (homonymie) et Claret.
Arcadie Claret (Ixelles 30 mai 1826 – Monheim 13 janvier 1897) est pendant plus de vingt ans la maîtresse du roi Léopold Ier de Belgique. Elle est titrée baronne von Eppinghoven en 1863.

## L’amie de cœur
Marie Anne Arcadie Eugénie Claret est la fille du major Charles-Joseph Claret (1789-1867), trésorier de la Caisse des Pensions pour veuves et orphelins de l’Armée belge, qui termine sa carrière avec le grade de lieutenant-colonel et de la Gantoise Henriette Neetesonne (1795-1881) qui s'étaient mariés à Ixelles en 1819. Elle descendait des Lignages de Bruxelles, et plus particulièrement du Roodenbeke, par Catherine van Schoonendonck, issue d'une famille lignagère, qui avait épousé à Bruxelles en 1720 Laurent Claret, le grand-père du grand-père d'Arcadie. Laurent Claret, né à Bruxelles en 1693, était le fils d'Henri, né à Namur, qui était venu s'établir à Bruxelles où il avait acquis la bourgeoisie en 1685.     
Arcadie fait partie d'une fratrie de treize enfants, dont huit parviennent à l’âge adulte. La famille habite à Etterbeek une grande maison de maître, entourée d’un parc étendu.
Leopold Ier apprend à connaître Arcadie en 1842 ou au plus tard en 1844. À la première de ces dates, elle a à peine seize ans quand le roi était déjà quinquagénaire. Elle devient rapidement sa maîtresse.
Le roi l’installe dans une luxueuse maison patricienne, rue Royale (l’actuel no 312). Cette aventure amoureuse ne demeure pas secrète et la presse y fait copieusement écho, d’autant plus qu’Arcadie, sa mère et ses sœurs s’affichent avec une certaine arrogance dans les quartiers huppés de la ville. La critique devient tellement véhémente qu’Arcadie, qui vient en 1849 d’accoucher d’un premier enfant, s’installe à Wiesbaden contre le gré du roi. Après la mort de la reine en 1850, elle revient à Bruxelles et s’y fait plus discrète.
Aux seules fins de faire baisser la pression médiatique, Léopold a, dès 1845, fait épouser Arcadie par le maître des écuries royales, Frédéric Antoine Ferdinand Meyer (Cobourg 1808 - Karlsruhe 1864). Meyer, déjà veuf avec trois enfants à charge, reconnaît les enfants du roi comme les siens. Georges-Frédéric, né à Liège en 1849, et Arthur von Eppinghoven, né à Laeken en 1852, sont inscrits sur les registres de l’état civil sous le patronyme Meyer.
Après son retour en Belgique, Arcadie quitte la demeure de la rue Royale, trop voyante, et avec Léopold comme bailleur de fonds, elle acquiert le château du Stuyvenberg, situé à deux pas du château de Laeken. Le roi s’y rend presque quotidiennement pour y vivre en famille avec elle et leurs enfants. Ceux-ci reçoivent une éducation princière, avec des précepteurs privés. Dans ses vieux jours, Arcadie sert le roi comme infirmière et le soigne. 
Il était évident qu’après la mort du roi il n’y aurait plus de place pour elle, aussi à peine a-t-il clos les yeux qu’elle part précipitamment vers l’Allemagne. Le ministre Vandenpeereboom le note dans son journal à la date du 7 décembre 1865 : « On cause aussi de Mme Meyer, maîtresse du Roi. Elle quittera Bruxelles dès que le Roi sera mort, ses paquets sont faits ».
Avec l’aide d’un homme de paille, le roi Léopold II acquiert le Stuyvenberg, qui plus tard devient une des propriétés de la Donation royale.

## Amour intense
Pendant les dernières quinze années de sa vie, Arcadie Claret est l’amour quasi unique du roi. Ils sont très proches, non seulement à Laeken, mais également au cours de nombreux déplacements et séjours à l’étranger.
Le roi est sans nul doute très amoureux. Les descendants ont conservé quelques billets doux, qu’il signait d’un 'L' orné d'un petit cœur avec des phrases du genre : « Arcadie, je t’aime et je t’adore ».
Les descendants possèdent également un agenda personnel d’Arcadie datant de 1851(?). Au jour le jour elle y rend compte de l’intensité de leur relation amoureuse. Les annotations de la jeune femme sont brèves mais sans équivoque: « J’ai vu trois fois mon ami, il a été si bon pour moi » ; « Très grande fête. Passion » ; « Grande fête, très voluptueux » ; « Le matin, sa visite m’a rendue heureuse, il était bien aimant » ; « Visite le matin, camélias, visite l’après-midi, bouquet délicieux. Doux serments » ; « Délicieux ! Amour passion », etc. Leopold a alors 64 ans et Arcadie 28.

Armes des von Eppinghoven

## Les libéralités
Léopold a préparé de longue date l’avenir tant matériel que social de sa famille non officielle. Il a dès 1851 vendu à Arcadie un domaine à Holzheim (Neuss). La résidence, entourée de 170 ha de terres, est à l’origine une ancienne ferme de l’abbaye cistercienne "Eppinghoven", ce qui donne son nom et titre à Arcadie et ses fils. À partir de 1862 Arcadie y construit un château important, où elle se retire avec son clan familial, après la mort du roi. 
Le gouvernement belge refuse son agrément à un titre pour Arcadie et ses fils. Le ministre de l’intérieur de l’époque, Alphonse Vandenpeereboom note dans son journal : « Nous nous y sommes énergiquement opposés ». Léopold Ier demande dès lors à son neveu, le duc Ernest II de Saxe-Cobourg-Gotha, de titrer ses fils. Ainsi est fait en 1862 : Georges-Frédéric et Arthur obtiennent l’anoblissement héréditaire et deviennent barons von Eppinghoven, titre transmissible pour leurs descendants mâles. Leur mère reçoit les mêmes faveurs en 1863, sous le titre de baronne von Eppinghoven. Afin de faciliter l’anoblissement, Arcadie et Meyer ont divorcé en 1861. Vandenpeereboom note ensuite que le roi était d’autant plus furieux du fait que le gouvernement a refusé de retirer un arrêté royal ancien qui interdisait l’intégration de nobles étrangers dans la noblesse belge, rendant ainsi impossible une telle manœuvre en faveur de la famille « morganatique ». Que le roi ne soit pas parvenu à ses fins au niveau belge, écrit Vandenpeereboom « n’a pas peu contribué à rendre notre gracieuse Majesté hostile et tracassière pour le Cabinet ».
Tout ce que Léopold a entrepris afin de mettre à l’abri du besoin son amie et ses enfants, ne dure pas. Le train de vie dispendieux d’Arcadie, les dettes de jeu du fils aîné amoindrissent rapidement le pactole. Ce qui en reste est fortement écorné par l’inflation galopante après la Première Guerre mondiale. Le second fils finit dans la gêne et doit faire appel à l’aide que lui accorde la Donation royale belge. 
Arcadie Claret meurt le 13 janvier 1897, 31 ans après son amant Léopold Ier.

## Littérature
- E. MEUSER & F. HINRICHS, Geschichte der Monheimer Höfer, Monheim, 1959
- Albert DUCHESNE, Charles-Joseph Claret, in: Biographie nationale de Belgique, t. XVIII, 1973, col. 81-85
- Albert DUCHESNE, Edmond Claret de Viescourt, in: Biographie nationale de Belgique, t. XVIII, 1973, col. 85-87
- Albert DUCHESNE, Chaussée de Wavre. Là où un couvent a remplacé la propriété du colonel Claret, in: Mémoire d'Ixelles, septembre-décembre 1986.
- Rolf MÜLLER, Stadtgeschichte Langenfeld, Verlag Stadtarchiv Langenfeld, 1992,  (ISBN 978-3-929365-01-6).
- Alphonse VANDENPEEREBOOM (met M. BOTS, uitg), La Fin d'un règne, notes et souvenirs, Gand, Liberaal archief, 1994
- Victor CAPRON, La Descendance naturelle de Leopold Ier, Bruxelles, 1995
- Victor CAPRON, Le domaine du Stuyvenberg à Laeken, Brussel, 1995
- Gustaaf JANSSENS & Jean STENGERS (dir.), Nouveaux regards sur Léopold Ier et Léopold II, Fonds d’Archives Goffinet, Bruxelles, Fondation Roi Baudouin, 1997.
- Genealogisches Handbuch des Adels. Freiherrlichen Häuser, t. XXI. C. A. Starke, 1999, p. 101–3.
- Henriette CLAESSENS, Leven en liefdes van Leopold I, Lannoo, Tielt, 2002
- Victor CAPRON, Sur les traces d'Arcadie Claret : le Grand Amour de Léopold Ier, Bruxelles, 2006
- Michel DIDISHEIM, Tu devais disparaître. Le roman d'une enfant royale cachée, éd. Alphée, 2008.
- Bram BOMBEECK, À bas le Sexe Cobourg ? Een mentaliteitshistorische en politieke benadering van de seksschandalen van het Belgisch koningshuis in de lange 19de eeuw, Université Gand, master histoire, 2009.
- Frédéric THOMAES, Arcadie Claret, du Lignage Roodenbeke, et Léopold Ier, dans le Bulletin annuel édité par l'Association royale des Lignages de Bruxelles, 2024, n° 185, pp. 4-26.

## Arbre généalogique von Eppinghoven
|                                    |                                    |                                    |                                    |                                    |                                    |                           |                           |                                |                                |                                |                                |                                  |                                  |                                  |                                  |                                  |                                  |                        |                        | Léopold Ier de Belgique | Léopold Ier de Belgique | Léopold Ier de Belgique | Léopold Ier de Belgique | Léopold Ier de Belgique | Léopold Ier de Belgique |                       |                       | Arcadie Claret        | Arcadie Claret        | Arcadie Claret | Arcadie Claret | Arcadie Claret          | Arcadie Claret          |                         |                         |                         |                         |                        |                        |                              |                              |                              |                              |                              |                              |                   |                   |                   |                   |
|                                    |                                    |                                    |                                    |                                    |                                    |                           |                           |                                |                                |                                |                                |                                  |                                  |                                  |                                  |                                  |                                  |                        |                        | Léopold Ier de Belgique | Léopold Ier de Belgique | Léopold Ier de Belgique | Léopold Ier de Belgique | Léopold Ier de Belgique | Léopold Ier de Belgique |                       |                       | Arcadie Claret        | Arcadie Claret        | Arcadie Claret | Arcadie Claret | Arcadie Claret          | Arcadie Claret          |                         |                         |                         |                         |                        |                        |                              |                              |                              |                              |                              |                              |                   |                   |                   |                   |
|                                    |                                    |                                    |                                    |                                    |                                    |                           |                           |                                |                                |                                |                                |                                  |                                  |                                  |                                  |                                  |                                  |                        |                        |                         |                         |                         |                         |                         |                         |                       |                       |                       |                       |                |                |                         |                         |                         |                         |                         |                         |                        |                        |                              |                              |                              |                              |                              |                              |                   |                   |                   |                   |
|                                    |                                    |                                    |                                    |                                    |                                    |                           |                           |                                |                                |                                |                                |                                  |                                  |                                  |                                  |                                  |                                  |                        |                        |                         |                         |                         |                         |                         |                         |                       |                       |                       |                       |                |                |                         |                         |                         |                         |                         |                         |                        |                        |                              |                              |                              |                              |                              |                              |                   |                   |                   |                   |
|                                    |                                    |                                    |                                    |                                    |                                    |                           |                           |                                |                                |                                |                                | Georges-Frédéric von Eppinghoven | Georges-Frédéric von Eppinghoven | Georges-Frédéric von Eppinghoven | Georges-Frédéric von Eppinghoven | Georges-Frédéric von Eppinghoven | Georges-Frédéric von Eppinghoven |                        |                        | Anna Brust              | Anna Brust              | Anna Brust              | Anna Brust              | Anna Brust              | Anna Brust              |                       |                       |                       |                       |                |                |                         |                         |                         |                         | Arthur von Eppinghoven  | Arthur von Eppinghoven  | Arthur von Eppinghoven | Arthur von Eppinghoven | Arthur von Eppinghoven       | Arthur von Eppinghoven       |                              |                              | Anna Lydia Harris            | Anna Lydia Harris            | Anna Lydia Harris | Anna Lydia Harris | Anna Lydia Harris | Anna Lydia Harris |
|                                    |                                    |                                    |                                    |                                    |                                    |                           |                           |                                |                                |                                |                                | Georges-Frédéric von Eppinghoven | Georges-Frédéric von Eppinghoven | Georges-Frédéric von Eppinghoven | Georges-Frédéric von Eppinghoven | Georges-Frédéric von Eppinghoven | Georges-Frédéric von Eppinghoven |                        |                        | Anna Brust              | Anna Brust              | Anna Brust              | Anna Brust              | Anna Brust              | Anna Brust              |                       |                       |                       |                       |                |                |                         |                         |                         |                         | Arthur von Eppinghoven  | Arthur von Eppinghoven  | Arthur von Eppinghoven | Arthur von Eppinghoven | Arthur von Eppinghoven       | Arthur von Eppinghoven       |                              |                              | Anna Lydia Harris            | Anna Lydia Harris            | Anna Lydia Harris | Anna Lydia Harris | Anna Lydia Harris | Anna Lydia Harris |
|                                    |                                    |                                    |                                    |                                    |                                    |                           |                           |                                |                                |                                |                                |                                  |                                  |                                  |                                  |                                  |                                  |                        |                        |                         |                         |                         |                         |                         |                         |                       |                       |                       |                       |                |                |                         |                         |                         |                         |                         |                         |                        |                        |                              |                              |                              |                              |                              |                              |                   |                   |                   |                   |
|                                    |                                    |                                    |                                    |                                    |                                    |                           |                           |                                |                                |                                |                                |                                  |                                  |                                  |                                  |                                  |                                  |                        |                        |                         |                         |                         |                         |                         |                         |                       |                       |                       |                       |                |                |                         |                         |                         |                         |                         |                         |                        |                        |                              |                              |                              |                              |                              |                              |                   |                   |                   |                   |
| Henriette-Marianna von Eppinghoven | Henriette-Marianna von Eppinghoven | Henriette-Marianna von Eppinghoven | Henriette-Marianna von Eppinghoven | Henriette-Marianna von Eppinghoven | Henriette-Marianna von Eppinghoven |                           |                           | Heinrich-Georg von Eppinghoven | Heinrich-Georg von Eppinghoven | Heinrich-Georg von Eppinghoven | Heinrich-Georg von Eppinghoven | Heinrich-Georg von Eppinghoven   | Heinrich-Georg von Eppinghoven   |                                  |                                  | Anna Lintermann                  | Anna Lintermann                  | Anna Lintermann        | Anna Lintermann        | Anna Lintermann         | Anna Lintermann         |                         |                         | Claude Eric Tebbitt     | Claude Eric Tebbitt     | Claude Eric Tebbitt   | Claude Eric Tebbitt   | Claude Eric Tebbitt   | Claude Eric Tebbitt   |                |                | Arcadie von Eppinghoven | Arcadie von Eppinghoven | Arcadie von Eppinghoven | Arcadie von Eppinghoven | Arcadie von Eppinghoven | Arcadie von Eppinghoven |                        |                        | Louise-Marie von Eppinghoven | Louise-Marie von Eppinghoven | Louise-Marie von Eppinghoven | Louise-Marie von Eppinghoven | Louise-Marie von Eppinghoven | Louise-Marie von Eppinghoven |                   |                   |                   |                   |
| Henriette-Marianna von Eppinghoven | Henriette-Marianna von Eppinghoven | Henriette-Marianna von Eppinghoven | Henriette-Marianna von Eppinghoven | Henriette-Marianna von Eppinghoven | Henriette-Marianna von Eppinghoven |                           |                           | Heinrich-Georg von Eppinghoven | Heinrich-Georg von Eppinghoven | Heinrich-Georg von Eppinghoven | Heinrich-Georg von Eppinghoven | Heinrich-Georg von Eppinghoven   | Heinrich-Georg von Eppinghoven   |                                  |                                  | Anna Lintermann                  | Anna Lintermann                  | Anna Lintermann        | Anna Lintermann        | Anna Lintermann         | Anna Lintermann         |                         |                         | Claude Eric Tebbitt     | Claude Eric Tebbitt     | Claude Eric Tebbitt   | Claude Eric Tebbitt   | Claude Eric Tebbitt   | Claude Eric Tebbitt   |                |                | Arcadie von Eppinghoven | Arcadie von Eppinghoven | Arcadie von Eppinghoven | Arcadie von Eppinghoven | Arcadie von Eppinghoven | Arcadie von Eppinghoven |                        |                        | Louise-Marie von Eppinghoven | Louise-Marie von Eppinghoven | Louise-Marie von Eppinghoven | Louise-Marie von Eppinghoven | Louise-Marie von Eppinghoven | Louise-Marie von Eppinghoven |                   |                   |                   |                   |
|                                    |                                    |                                    |                                    |                                    |                                    |                           |                           |                                |                                |                                |                                |                                  |                                  |                                  |                                  |                                  |                                  |                        |                        |                         |                         |                         |                         |                         |                         |                       |                       |                       |                       |                |                |                         |                         |                         |                         |                         |                         |                        |                        |                              |                              |                              |                              |                              |                              |                   |                   |                   |                   |
|                                    |                                    |                                    |                                    |                                    |                                    |                           |                           |                                |                                |                                |                                |                                  |                                  |                                  |                                  |                                  |                                  |                        |                        |                         |                         |                         |                         |                         |                         |                       |                       |                       |                       |                |                |                         |                         |                         |                         |                         |                         |                        |                        |                              |                              |                              |                              |                              |                              |                   |                   |                   |                   |
|                                    |                                    |                                    |                                    | Alarich von Eppinghoven            | Alarich von Eppinghoven            | Alarich von Eppinghoven   | Alarich von Eppinghoven   | Alarich von Eppinghoven        | Alarich von Eppinghoven        |                                |                                | Anna Margarete Ziggert           | Anna Margarete Ziggert           | Anna Margarete Ziggert           | Anna Margarete Ziggert           | Anna Margarete Ziggert           | Anna Margarete Ziggert           |                        |                        | Jürgen von Eppinghoven  | Jürgen von Eppinghoven  | Jürgen von Eppinghoven  | Jürgen von Eppinghoven  | Jürgen von Eppinghoven  | Jürgen von Eppinghoven  |                       |                       |                       |                       |                |                |                         |                         |                         |                         |                         |                         |                        |                        |                              |                              |                              |                              |                              |                              |                   |                   |                   |                   |
|                                    |                                    |                                    |                                    | Alarich von Eppinghoven            | Alarich von Eppinghoven            | Alarich von Eppinghoven   | Alarich von Eppinghoven   | Alarich von Eppinghoven        | Alarich von Eppinghoven        |                                |                                | Anna Margarete Ziggert           | Anna Margarete Ziggert           | Anna Margarete Ziggert           | Anna Margarete Ziggert           | Anna Margarete Ziggert           | Anna Margarete Ziggert           |                        |                        | Jürgen von Eppinghoven  | Jürgen von Eppinghoven  | Jürgen von Eppinghoven  | Jürgen von Eppinghoven  | Jürgen von Eppinghoven  | Jürgen von Eppinghoven  |                       |                       |                       |                       |                |                |                         |                         |                         |                         |                         |                         |                        |                        |                              |                              |                              |                              |                              |                              |                   |                   |                   |                   |
|                                    |                                    |                                    |                                    |                                    |                                    |                           |                           |                                |                                |                                |                                |                                  |                                  |                                  |                                  |                                  |                                  |                        |                        |                         |                         |                         |                         |                         |                         |                       |                       |                       |                       |                |                |                         |                         |                         |                         |                         |                         |                        |                        |                              |                              |                              |                              |                              |                              |                   |                   |                   |                   |
|                                    |                                    |                                    |                                    |                                    |                                    |                           |                           |                                |                                |                                |                                |                                  |                                  |                                  |                                  |                                  |                                  |                        |                        |                         |                         |                         |                         |                         |                         |                       |                       |                       |                       |                |                |                         |                         |                         |                         |                         |                         |                        |                        |                              |                              |                              |                              |                              |                              |                   |                   |                   |                   |
| Armin von Eppinghoven              | Armin von Eppinghoven              | Armin von Eppinghoven              | Armin von Eppinghoven              | Armin von Eppinghoven              | Armin von Eppinghoven              |                           |                           | Peri Olga Schleining           | Peri Olga Schleining           | Peri Olga Schleining           | Peri Olga Schleining           | Peri Olga Schleining             | Peri Olga Schleining             |                                  |                                  | Ralph von Eppinghoven            | Ralph von Eppinghoven            | Ralph von Eppinghoven  | Ralph von Eppinghoven  | Ralph von Eppinghoven   | Ralph von Eppinghoven   |                         |                         | Elizabeth Fricker       | Elizabeth Fricker       | Elizabeth Fricker     | Elizabeth Fricker     | Elizabeth Fricker     | Elizabeth Fricker     |                |                |                         |                         |                         |                         |                         |                         |                        |                        |                              |                              |                              |                              |                              |                              |                   |                   |                   |                   |
| Armin von Eppinghoven              | Armin von Eppinghoven              | Armin von Eppinghoven              | Armin von Eppinghoven              | Armin von Eppinghoven              | Armin von Eppinghoven              |                           |                           | Peri Olga Schleining           | Peri Olga Schleining           | Peri Olga Schleining           | Peri Olga Schleining           | Peri Olga Schleining             | Peri Olga Schleining             |                                  |                                  | Ralph von Eppinghoven            | Ralph von Eppinghoven            | Ralph von Eppinghoven  | Ralph von Eppinghoven  | Ralph von Eppinghoven   | Ralph von Eppinghoven   |                         |                         | Elizabeth Fricker       | Elizabeth Fricker       | Elizabeth Fricker     | Elizabeth Fricker     | Elizabeth Fricker     | Elizabeth Fricker     |                |                |                         |                         |                         |                         |                         |                         |                        |                        |                              |                              |                              |                              |                              |                              |                   |                   |                   |                   |
|                                    |                                    |                                    |                                    |                                    |                                    |                           |                           |                                |                                |                                |                                |                                  |                                  |                                  |                                  |                                  |                                  |                        |                        |                         |                         |                         |                         |                         |                         |                       |                       |                       |                       |                |                |                         |                         |                         |                         |                         |                         |                        |                        |                              |                              |                              |                              |                              |                              |                   |                   |                   |                   |
|                                    |                                    |                                    |                                    |                                    |                                    |                           |                           |                                |                                |                                |                                |                                  |                                  |                                  |                                  |                                  |                                  |                        |                        |                         |                         |                         |                         |                         |                         |                       |                       |                       |                       |                |                |                         |                         |                         |                         |                         |                         |                        |                        |                              |                              |                              |                              |                              |                              |                   |                   |                   |                   |
|                                    |                                    |                                    |                                    | Alexander von Eppinghoven          | Alexander von Eppinghoven          | Alexander von Eppinghoven | Alexander von Eppinghoven | Alexander von Eppinghoven      | Alexander von Eppinghoven      |                                |                                |                                  |                                  |                                  |                                  | Konrad von Eppinghoven           | Konrad von Eppinghoven           | Konrad von Eppinghoven | Konrad von Eppinghoven | Konrad von Eppinghoven  | Konrad von Eppinghoven  |                         |                         | Derek von Eppinghoven   | Derek von Eppinghoven   | Derek von Eppinghoven | Derek von Eppinghoven | Derek von Eppinghoven | Derek von Eppinghoven |                |                |                         |                         |                         |                         |                         |                         |                        |                        |                              |                              |                              |                              |                              |                              |                   |                   |                   |                   |

## Sources
- Article de Michel Bouffioux sur les études de Vincent Capron
- La surprenante descendance de Léopold Ier sur Lesoir.be